# Девід Берман
Де́від Бе́рман (англ. David Berman, прізвисько: Davie the Jew — «Деві-єврей»), 1903, Одеса, Херсонська губернія, Україна — 16 червня 1957, Лас-Вегас, Невада, США) — американський гангстер єврейського походження, представник Єврейсько-американської мафії, який був партнером відомого Баґсі Сигела. Діяв у Айові, Нью-Йорку, Міннеаполісі. Один з піонерів азартних ігор Лас-Вегаса.

## Ранні роки
Девід Берман народився 1903 року у місті Одеса, Херсонська губернія, Російська імперія (нині — Україна) в єврейській сім'ї. Батько був студентом єшиви та скрипалем. Ще у ранні роки батьки Девіда переселились у місто Ешлі (Північна Дакота, США)

## Початок злочинної діяльності
У середині 1910-х років Берман переїхали у місто Су-Сіті (штат Айова). Вже в 13 років Девід керував бандою підлітків-головорізів, які займалися рекетом та іншою незаконною діяльністю. Потім зблизився з відомою тоді сім'єю Дженовезе та переїхав до Міннеаполіса, де працював у букмекерській конторі, що конкурувала з місцевими босами мафії — Кідом Конном та Томмі Бенксом. Завдяки своїм зв'язка з тодішнім міським головою Міннеаполіса, Марвіном Кляйном, Девід Берман зміг обігнати своїх суперників і стати босом мафії у Міннеаполісі. За словами дочки Девіда, Сьюзен, її батько тероризував та залякував місцеву американську фашистську організацію «срібних сорочок», а потім і зовсім вигнав їх з Міннеаполіса.

## Період другої світової війни
Через переслідування зі сторони влади Берман був змушений тікати до Канади, де записався у армію. Служив у 18-у броньованому автомобільному полку (12-й Манітобських драгунів).

## Післявоєнний час
Після повернення у Міннеаполіс увесь кримінальний бізнес Деві-Єврея було зруйновано під час першого терміну перебування на посаді мера міста Г'юберта Гамфрі (у майбутньому — 38-й віце-президент США). Берман з бандою переїхали до Лас-Вегаса і працювали там разом з сім'єю Дженовезе та Мо Седвеєм
Берман помер на операційному столі під час операції з видалення поліпів з товстої кишки на 16 червня 1957 року у Лас-Вегасі.